# Primklocka

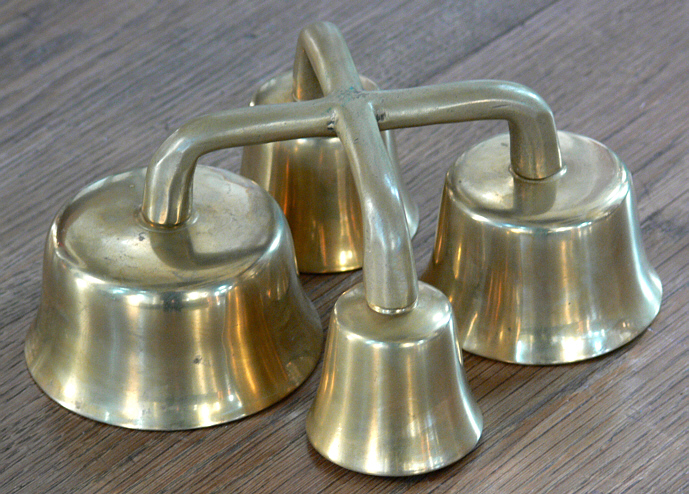
Primklocka som används i den katolska mässan

Primklocka (av latin prima hora, "första timmen", "första gryningsgudstjänsten") används vid romersk-katolska mässans högtidligaste ögonblick, då prästen lyfter oblaten, som enligt transsubstantiationsläran verkligen förvandlas till Kristi lekamen. Primklockan handhas vanligtvis av en ministrant.
När primklockan inte används är den placerad på kredensbordet eller motsvarande, i koret. I Sverige anbringades förr primklockan i en träställning, antagligen fäst vid korväggen.

## Galleri

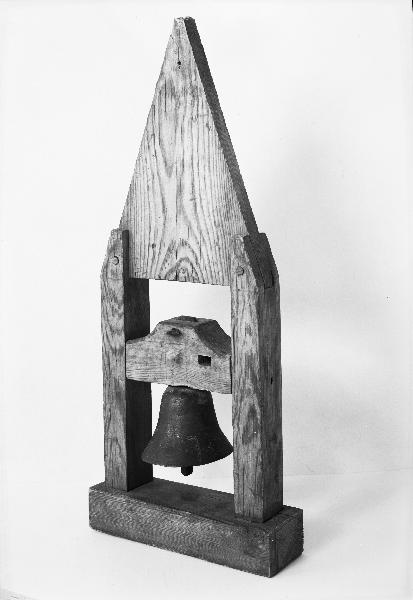
Primklocka från Medelplana kyrka i sentida träställning
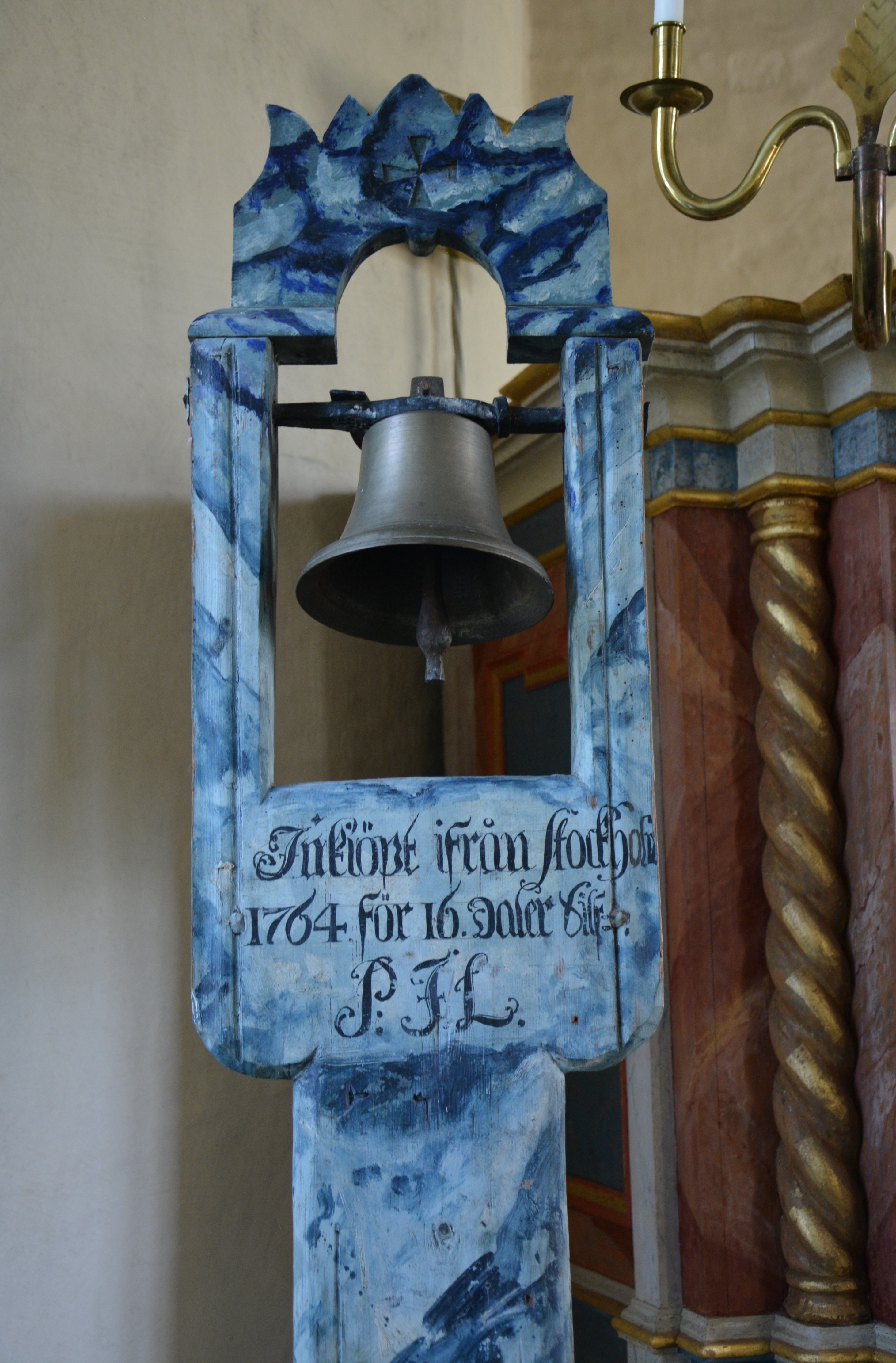
Primklocka i Egby kyrka.
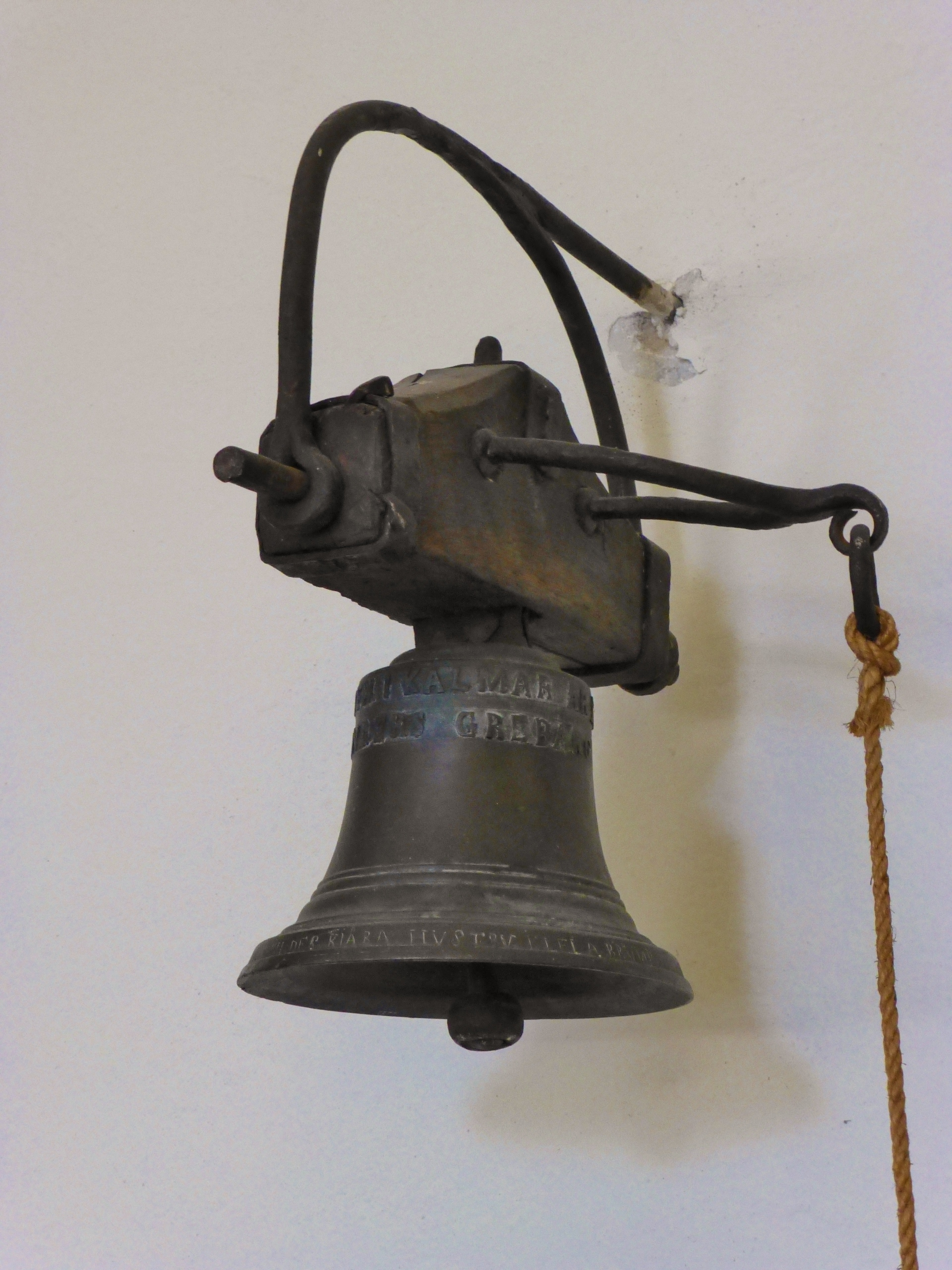
Primklocka i Sandby kyrka.
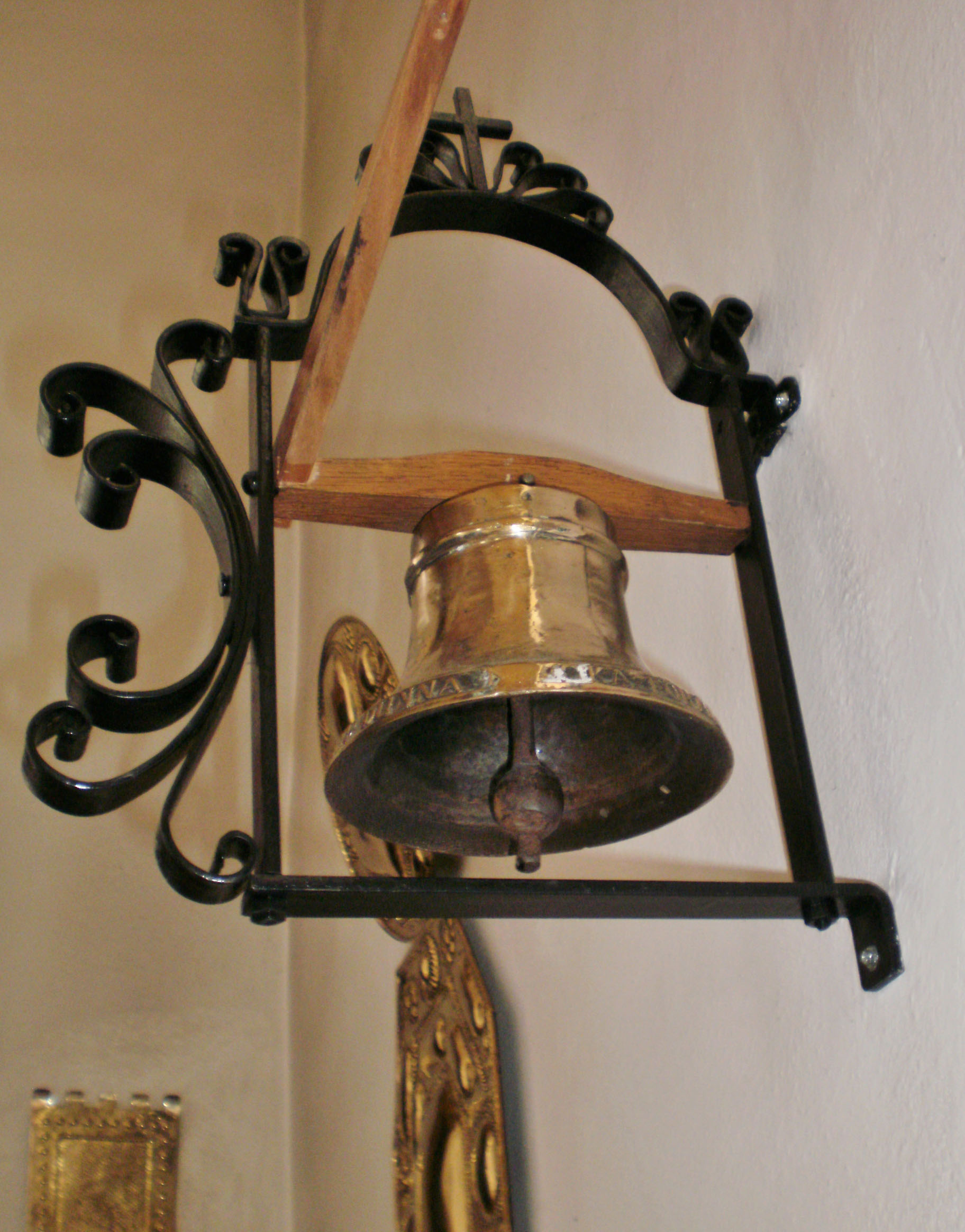
Primklocka i Torslunda kyrka.

- Wikimedia Commons har media som rör Primklocka.